# Montureux-lès-Baulay
 Montureux-lès-Baulay es una población y comuna francesa, situada en la región de Franco Condado, departamento de Alto Saona, en el distrito de Vesoul y cantón de Amance.

## Demografía
| 212 | 230 | 171 | 160 | 161 | 150 |
| Para los censos de 1962 a 1999 la población legal corresponde a la población sin duplicidades (Fuente: INSEE [Consultar]) |     |     |     |     |     |